# Karcsú sisakvirág
A karcsú sisakvirág (Aconitum variegatum) a boglárkafélék családjába tartozó, Európában honos, hegyvidéki erdőkben élő, mérgező növényfaj.

## Elterjedése és élőhelye
Európa mérsékelt övi hegyvidékein fordul elő. Magyarországon a Zemplénben, az Aggteleki-karszton, a Bükkben, a Vasi-dombvidéken, a Kőszegi-hegységben élnek állományai.
Hegyvidéki bükkösökben, égerligetekben, az ezeket övező magaskórósokban, hegyi rétek szegélyén található meg. Mészkedvelő. Virágait méhek és darazsak porozzák be, de vegetatívan is szaporítható a gyöktörzs feldarabolásával.  
Magyarországon 1982 óta védett, természetvédelmi értéke 50 000 Ft. 

## Megjelenése
A karcsú sisakvirág 30–150 cm magas, lágyszárú, évelő növény. A talajban található gyöktörzse, amelyből minden évben kihajt a szára. Szára végig leveles, felül elágazhat. Levelei tenyeresen szeldeltek, egészen a főérig, ötkaréjúak. Méretük a száron felfelé haladva csökken. Az alsó levelek hosszú, akár 10 cm-es száron ülnek, a felsők szárölelők. 
Júliustól szeptember elejéig virágzik. Virágzata összetett fürt, amelyet kétoldali részarányos, kékesibolya színű virágok alkotnak. Öt csészelevele színes, sziromszerű, a felső sisakot formáz, amely kb. kétszer olyan hosszú, mint amilyen széles. A sisak rejti a 2 hosszú nyelű, kunkorodó csúcsú sarkantyús szirmot. 
Termése 3–5-ösével álló tüszőcsokor.

### Hasonló fajok
A Kárpátokban fordul elő a piszkos sötétibolyás virágú kárpáti sisakvirág, melynek sisakja jóval keskenyebb, hosszúkásabb, levelei pedig csak kb. kétharmadig szeldeltek.

## Toxicitása
Erősen mérgező. Levelei virágai és gyöktörzse elsősorban akonitin A és C alkaloidát tartalmaznak, amelyek a nátriumcsatornák blokkolásával megbénítják az ideg- és izomsejtek működését. Kisebb mennyiségben megtalálható benne napellin, akonin, pszeudoakonitin, atisin, likakonitin, mioktonin, jesakonitin és japakonitin is. A gyöktörzs hatóanyagtartalma 0,2-1,5%, a leveleké 0,1-1%. 
A mérgezés tünetei: a száj zsibbadása, bizsergése, erős nyáladzás, hányás, hasmenés, kitágult pupillák, verejtékezés, izomgörcsök, általános gyengeség, rossz mozgáskoordináció, lecsökkent testhőmérséklet és vérnyomás. A növény íze égetően csípős így többnyire csak legelő állatok fogyasztanak belőle annyit, hogy súlyos tünetek lépjenek fel. Ilyenkor légzés- vagy szívbénulás következtében 6-8 órán belül beállhat a halál. A méreg bőrön keresztül is felszívódhat, ilyenkor az emésztőszervi tünetek elmaradnak, az érintett bőrfelületen bizsergés, zsibbadás tapasztalható, amely az idegek mentén továbbterjed és idővel fellépnek a szív- és idegrendszeri tünetek. 
Kezelni csak a tünetek enyhítésével lehet. A fogyasztás után egy órán belül aktív szenet lehet adni, amely megköti a méreganyagok egy részét. Az alkaloidák a szervezeten belül hamar lebomlanak, így egy nap után a beteg szinte biztosan felgyógyul.    

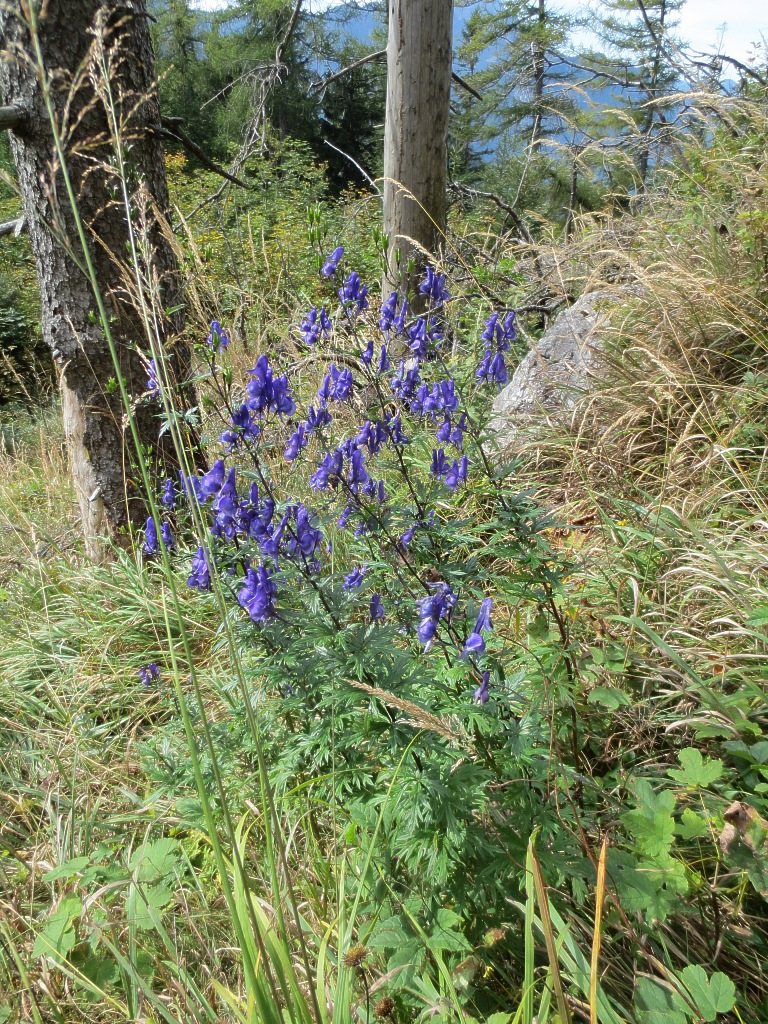
Habitusa
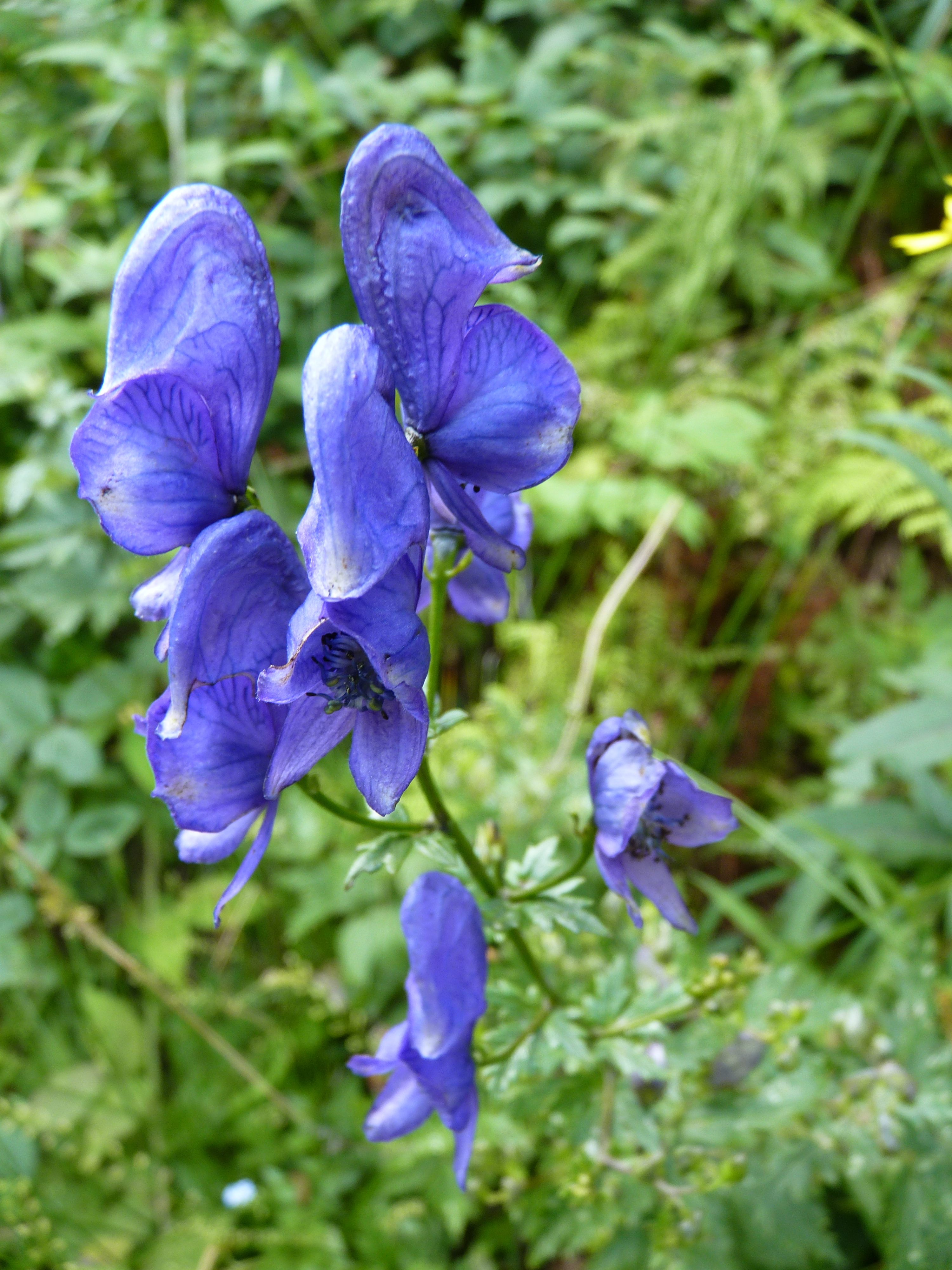
Virágzata
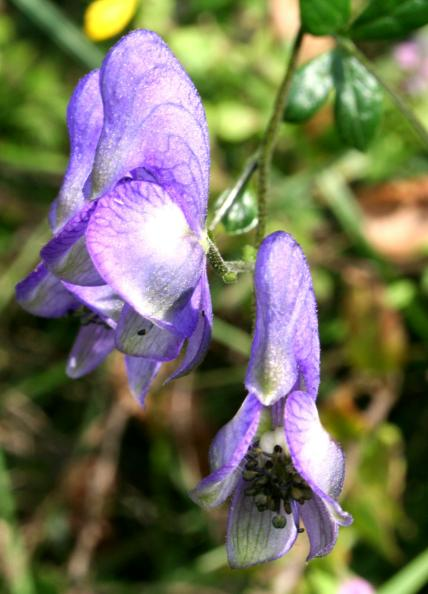
Virága
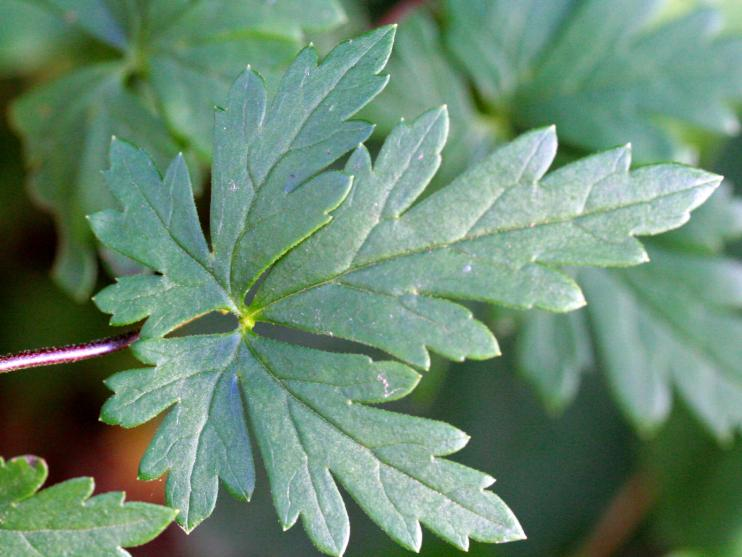
Levele
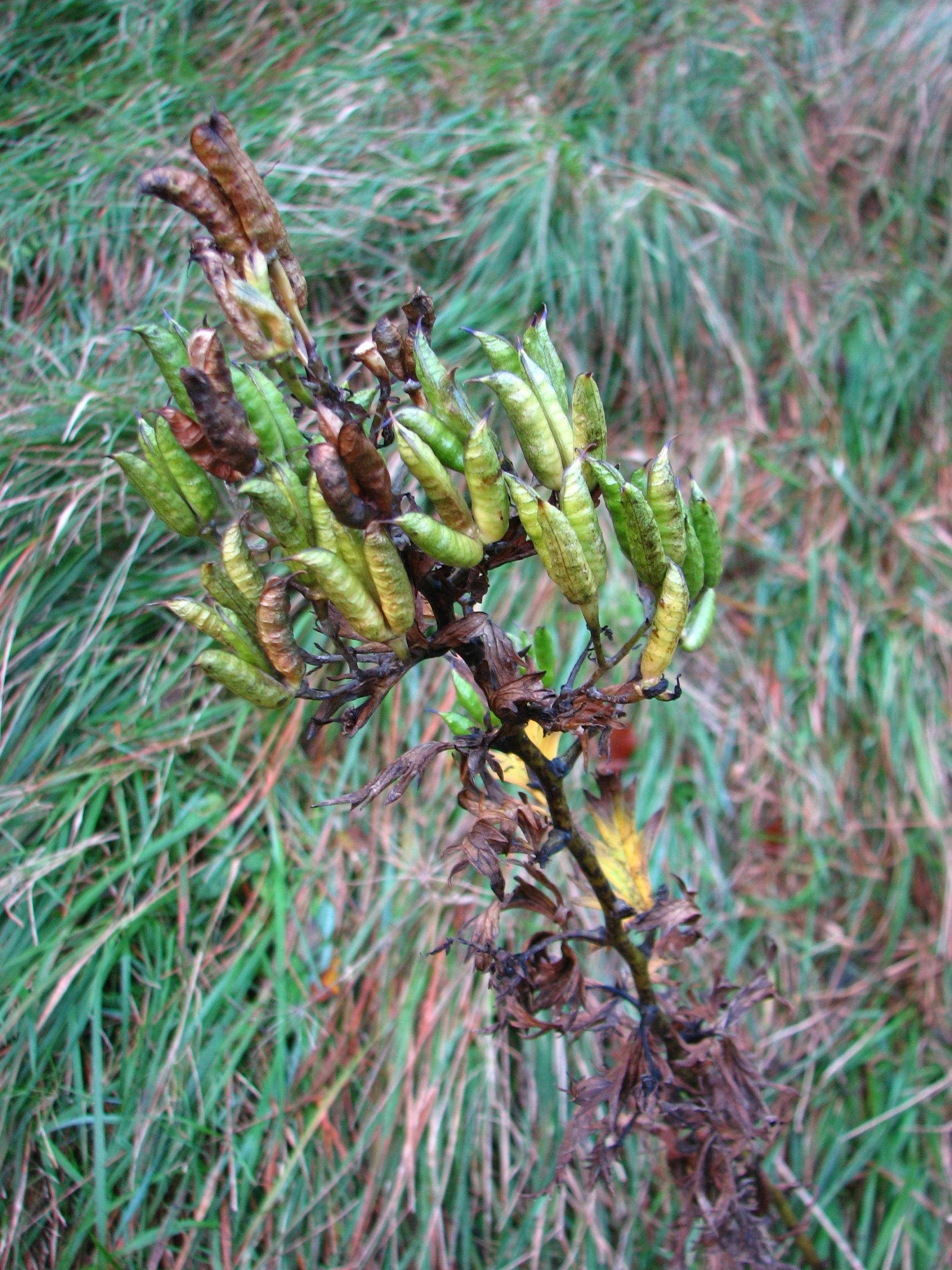
Termése